# Доманинці (зупинний пункт)
Домани́нці — залізничний зупинний пункт Ужгородської дирекції Львівської залізниці.
Розташований на півночі Ужгорода (передмістя Доманинці) Закарпатської області на лінії Самбір — Чоп між станціями Ужгород (5 км) та Кам'яниця (8 км).
Має адресу: 88014, м. Ужгород, вул. Вокзальна, 1.

## Історія
Залізницю Ужгород — Великий Березний було відкрито 1893 року. 1968 року було електрифіковано залізницю Ужгород — Самбір. Ймовірно, тоді ж і було відкрито залізничну станцію Доманинці (в атласі залізниць СРСР ще не фігурує, у службових розкладах 1980-х років вже присутня).
На зупинному пункті зупиняються лише приміські електропоїзди.